# Johnny Phillips
Johnny Lamonte Phillips (Fort Worth, 31 agosto 1979) è un ex cestista statunitense, professionista nella NBDL, a Cipro e in Turchia.